# Mati Talvik

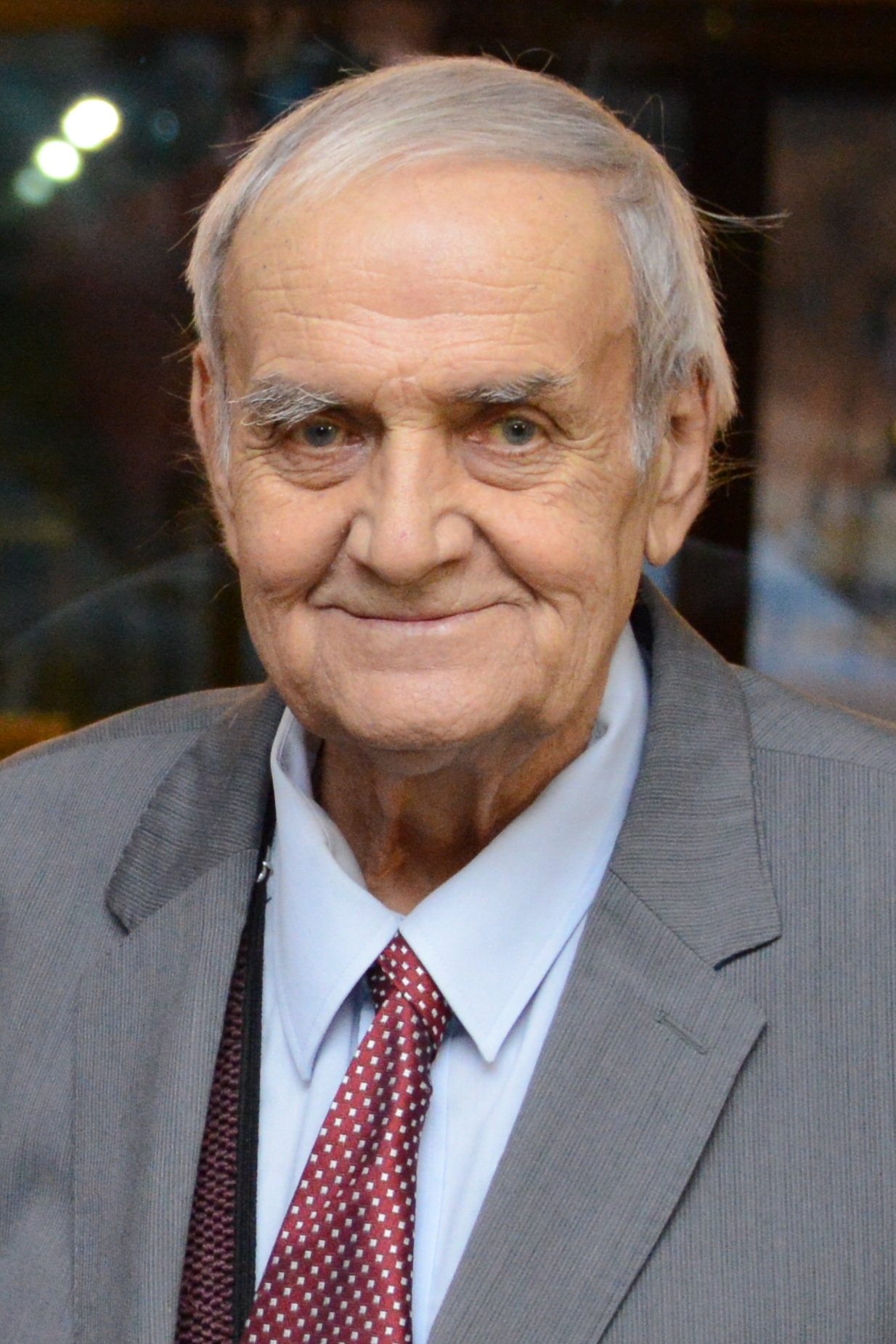
Mati Talvik

Mati Talvik (11 de abril de 1942 - 25 de julho de 2018) foi um jornalista de televisão da Estónia.
Talvik nasceu e foi criado em Tallinn . Ele era filho do advogado Edgar Talvik e o seu tio foi o cantor e jornalista Kalmer Tennosaar.
De 1967 a 1970 ele estudou na Universidade de Tartu na especialidade de jornalismo. Em 1981 formou-se na Escola Superior do Partido de Leningrado (mais tarde Universidade Comunista de Leningrado).
A partir de 1968 trabalhou na Eesti Televisioon (ETV). Ele criou, editou e dirigiu muitos programas e séries populares de televisão, incluindo Käokava (1971-1972), Eesti aja lood (2007-2010) e Ajavaod (2010-2011).
Prémios:
- 1980: Prémio Jaan Anvelt
- 1982: Jornalista de Mérito do RSS da Estónia
- 1985: Prémio Valdo Pant
- 2006: Ordem da Estrela Branca, IV classe[2]
- 2008: Prémio Microfone de Ouro da União de Radiofusão Estoniana